# Eyrans
Eyrans és un municipi francès, situat al departament de la Gironda i a la regió de la Nova Aquitània. És un dels municipis situats al País Gavai o Gavacheria, que tot i trobar-se geogràficament a Occitània és de parla oïl (saintongesa)

## Demografia
| 1962                                       | 1968 | 1975 | 1982 | 1990 | 1999 | 2007 |
| ------------------------------------------ | ---- | ---- | ---- | ---- | ---- | ---- |
| 404                                        | 448  | 415  | 557  | 596  | 580  | 644  |
| Des de 1962: població sense dobles comptes |      |      |      |      |      |      |

## Administració
| Període   | Identitat         | Partit |
| --------- | ----------------- | ------ |
| 1925-1938 | Camille Goyau     |        |
| 1938-1971 | Norbert Pontaille |        |
| 1971-2001 | Roger Contis      |        |
| 2001-     | Bernard Bailan    |        |